# كاليب رايس
كاليب رايس (بالإنجليزية: Caleb Rice)‏ هو سياسي أمريكي، ولد في 4 أبريل 1792 في كونواي في الولايات المتحدة، وتوفي في 1 مارس 1873. انتخب عضو مجلس نواب ماساتشوستس.